# Agathis trifasciata
Agathis trifasciata är en stekelart som beskrevs av Cameron 1912. Agathis trifasciata ingår i släktet Agathis och familjen bracksteklar. Inga underarter finns listade i Catalogue of Life.